# بخش لیبرتی (شهرستان لوگان، اوهایو)
بخش لیبرتی (به انگلیسی: Liberty Township) یک منطقهٔ مسکونی در ایالات متحده آمریکا است که در شهرستان لوگان، اوهایو واقع شده‌است.
 بخش لیبرتی ۳۹٫۵۴ کیلومتر مربع مساحت و ۳٬۴۳۴ نفر جمعیت دارد و ۳۴۹٫۰ متر بالاتر از سطح دریا واقع شده‌است.